# La Ferté-Alais
La Ferté-Alais  [la fɛʁt̪e alɛ] je francouzská obec v departementu Essonne v regionu Île-de-France. Je chef-lieu kantonu La Ferté-Alais.

## Poloha
Město La Ferté-Alais se nachází asi 41 km jižně od Paříže. Obklopují ho obce Baulne na severu, Videlles na východě, Guigneville-sur-Essonne na jihovýchodě a na jihu, D'Huison-Longueville na jihozápadě a Cerny na západě.

## Vývoj počtu obyvatel
Počet obyvatel

## Pamětihodnosti
- Kostel Nanebevzetí Panny Marie postavený v letech 1114-1167.[1]

## Partnerská města
- Brusturi, Rumunsko